# Jacques Hanegraaf
Jacobus Johannes Henricus „Jacques“ Hanegraaf (* 14. Dezember 1960 in Rijsbergen) ist ein Sportlicher Leiter im Radsport und ehemaliger niederländischer Radrennfahrer.

## Sportliche Laufbahn
1980 startete Jacques Hanegraaf, ein Enkel des Radrennfahrers Marinus Valentijn, bei den Olympischen Spielen in Moskau; im olympischen Straßenrennen belegte er Platz 15, und auch mit der Mannschaft rangierte er auf dem 15. Platz.
Im Jahr darauf trat Hanegraaf zu den Profis über. In seinem ersten Jahr als solcher wurde er niederländischer Meister im Straßenrennen und 1985 erneut. 1982 gewann er Paris–Brüssel sowie 1984 das Amstel Gold Race und die Acht van Chaam. Dreimal nahm Hanegraaf an der Tour de France teil, 1984 trug er zwei Tage lang das Gelbe Trikot.

## Berufliches
1992 musste Hanegraaf seine aktive Radsport-Karriere nach einem schweren Trainingssturz beenden, bei dem er sich mehrere Rückenwirbel gebrochen hatte. Nach längerer Rekonvaleszenz übernahm er die PR-Arbeit für das „Team Telekom“, für das er zuletzt auch gefahren war, war für die ASO, die Organisatorin der Tour de France tätig, und importierte Rennräder. Ab 2000 war er Sportlicher Leiter von „Farm-Frites“, ab 2003 von „Bianchi“, des Teams um Jan Ullrich, sowie 2009 von „Cycle Collstrop“. Anschließend managte er Rennfahrer, darunter Thomas Dekker und Stef Clement.
2016 publizierte der ehemalige Rennfahrer Thomas Dekker gemeinsam mit dem Journalisten Thijs Zonneveld seine Autobiografie Mijn Gevecht, in dem er Hanegraaf beschuldigte, ihn zum Doping ermuntert sowie mit dem Madrider „Dopingarzt“ Eufemiano Fuentes bekannt gemacht zu haben. Zudem habe Hanegraaf ihm gegenüber eingeräumt, selbst mit Drogen experimentiert zu haben. Hanegraaf bezeichnete die Vorwürfe als „totalen Quatsch und reine Verleumdung“. Dekker schulde ihm viel Geld und habe versucht, ihn zu erpressen, so Hanegraaf, der Dekker auf eine Zahlung von 90.000 Euro verklagte. Das Gericht wies die Klage im März 2017 ab und stellte im Urteil fest, dass Zonneveld Dekkers Angaben über Hanegraaf gründlich verifiziert habe und dass „die journalistische Recherche, einschließlich der Verzweigungen, hinreichend sorgfältig“ gewesen sei.

## Erfolge
1980
- Ronde van Midden-Nederland
- Ronde van de Kempen

1982
- Niederländischer Meister – Straßenrennen

1982
- Grosser Preis des Kantons Aargau
- Paris–Brüssel

1983
- zwei Etappen Étoile de Bessèges
- eine Etappe Setmana Catalana de Ciclisme

1984
- Amstel Gold Race
- Acht van Chaam
- eine Etappe Niederlande-Rundfahrt

1985
- eine Etappe Niederlande-Rundfahrt
- Niederländischer Meister – Straßenrennen

1988
- eine Etappe Kellogg’s Tour of Britain
- eine Etappe Katalonien-Rundfahrt

1989
- eine Etappe Tour de la Communauté Europeènne
- Mannschaftszeitfahren Grand Prix de la Libération

## Grand-Tour-Platzierungen
| Grand Tour            | 1984 | 1985 | 1986 | 1987 | 1988 | 1989 |
| --------------------- | ---- | ---- | ---- | ---- | ---- | ---- |
| Vuelta a EspañaVuelta | –    | –    | –    | –    | –    | –    |
| Giro d’ItaliaGiro     | –    | –    | –    | –    | –    | –    |
| Tour de FranceTour    | 101  | –    | –    | –    | 119  | 129  |